# ميخائيل ادمون
ميخائيل ادمون (30 يوليو 1969 في المملكة المتحدة - ) (بالإنجليزية: Michael Edmond)‏ هو لاعب كريكت بريطاني. لعب مع نادي وارويكشاير للكريكيت ‏.

## وصلات خارجية
- ميخائيل ادمون على موقع إي آس بي آن كريك إنفو (الإنجليزية)